# Archibald Thorburn
Pour les articles homonymes, voir Thorburn.
Archibald Thorburn est un illustrateur spécialisé sur les oiseaux écossais, né le 31 mai 1860 à Lasswade (Écosse) et mort le 9 octobre 1935.

## Biographie
Il est le cinquième fils de Robert Thorburn (1818-1885), miniaturiste et portraitiste de la reine Victoria. Thorburn étudie à Londres auprès de Joseph Wolf (1820-1899). Il est chargé, en 1887, d’illustrer l’ouvrage de Lord Lilford (1833-1896) intitulé Coloured Figures of the Birds of the British Isles. La qualité de ses 268 pastels lui assure une bonne réputation. Thorburn illustre alors de nombreux ouvrages d’histoire naturelle dont les siens. Il forme les illustrateurs Otto Murray Dixon et Philip Rickman. Thorburn réalise notamment les illustrations de The Birds of the British Isles and their eggs (1920-1925) de Thomas Alfred Coward (1867-1933). Ses peintures de paysages, ainsi que du gibier et des oiseaux sauvages, lui assurent une grande renommée.
Grand amoureux de la nature, il est l’un des vice-présidents de la Royal Society for the Protection of Birds. Il illustrera chaque année la carte de vœux de cette société.
Thorburn s’est marié en 1896 avec Constance Mudie, union dont naîtra un fils.

## Source
- G.E.L. (1936). Obituary, Ibis, 78 (1) : 206-207.